# باتريك كوشينسكي
باتريك كوشينسكي (بالبولندية: Patryk Kuchczyński) مواليد 17 مارس 1983 في غدينيا، هو لاعب كرة يد بولندي يلعب كجناح أيمن. مثل منتخب بولندا لكرة اليد. حقق المركز الثاني في بطولة العالم لكرة اليد للرجال 2007.

## سجل المنافسة
شارك في البطولات التالية:
- بطولة أوروبا لكرة اليد للرجال 2012
- بطولة أوروبا لكرة اليد للرجال 2014

## الميداليات
| الميدالية | المسابقة                           |
| --------- | ---------------------------------- |
| فضية      | بطولة العالم لكرة اليد للرجال 2007 |
| برونزية   | بطولة العالم لكرة اليد للرجال 2009 |

## روابط خارجية
- باتريك كوشينسكي على موقع الاتحاد الأوروبي لكرة اليد (الإنجليزية)